# Torre Whittingehame

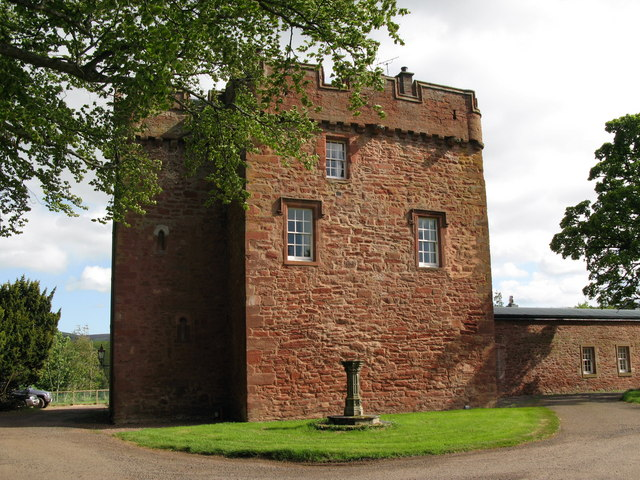
Torre Whittingehame, Escócia.

A Torre Whittingehame anteriormente Castelo de Whittingehame (em inglês:  Whittingehame Tower) é uma torre do século XIV localizada em Whittingehame, East Lothian, Escócia.
Encontra-se classificada na categoria "A" do "listed building" desde 5 de fevereiro de 1971.